# Maison Bernheimer

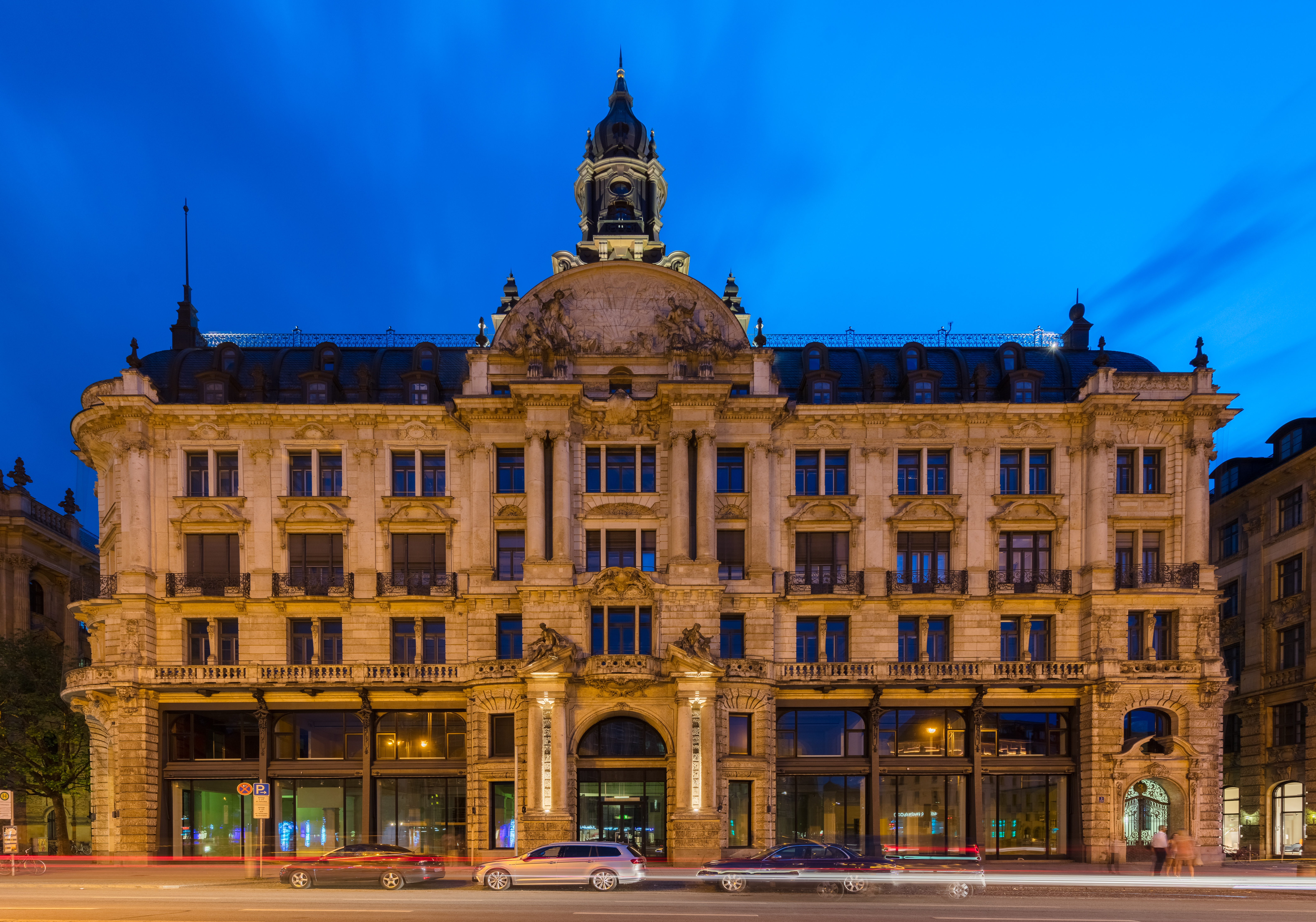
Bernheimer-Haus, 2017

La Maison Bernheimer (Bernheimer-Haus), également connue sous le nom de palais de Bernheimer, est un bâtiment résidentiel et commercial situé sur la Lenbachplatz à Munich. Le bâtiment a été construit en 1888-1889 par l'architecte Friedrich von Thiersch en style néo-baroque, ce qui fait du bâtiment l'un des premiers du genre  et plus tard le plus influent des autres bâtiments de son type à Munich. Le bâtiment est protégé comme patrimoine culturel.

## Histoire récente

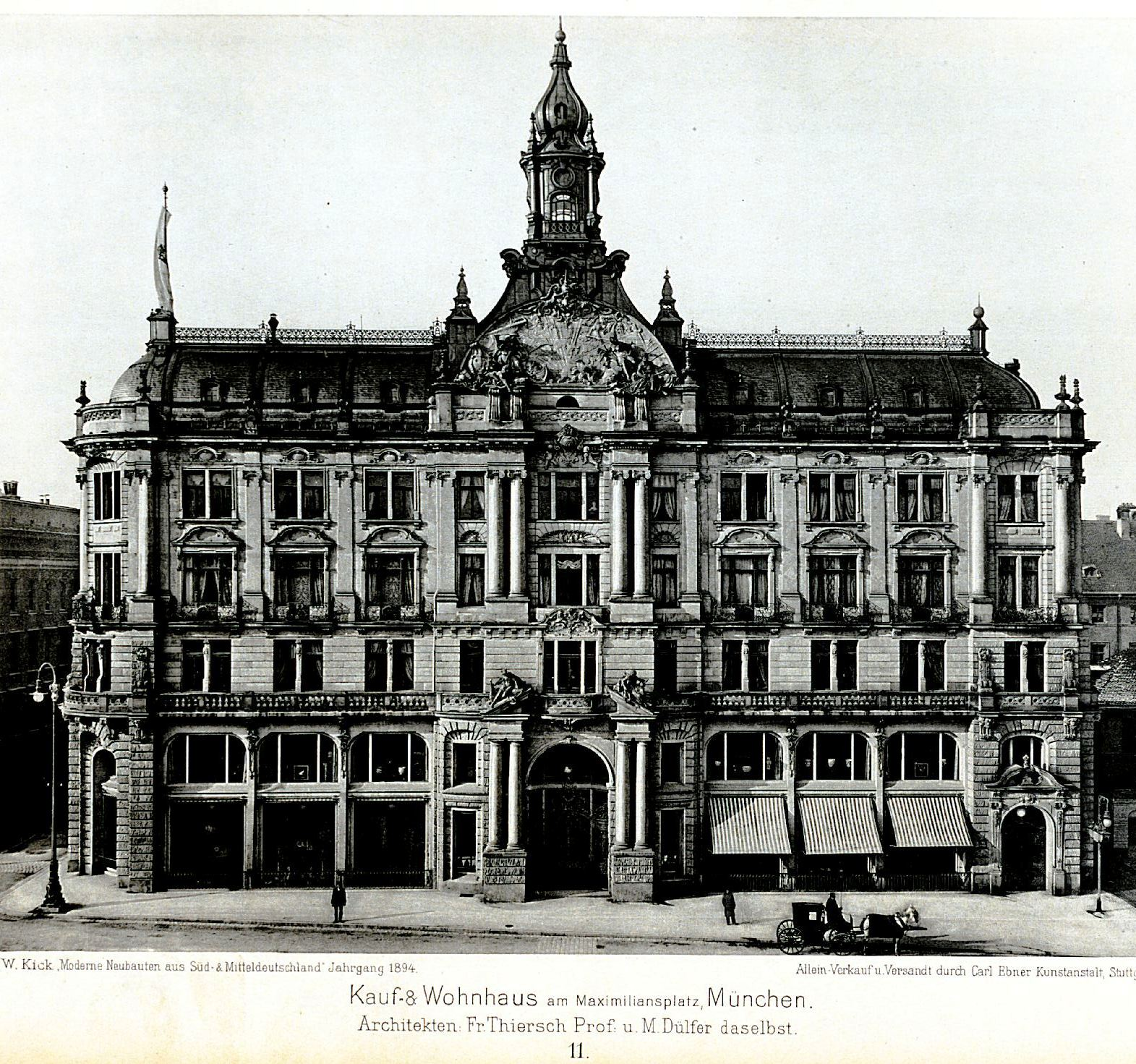
Maison Bernheimer, avant 1895

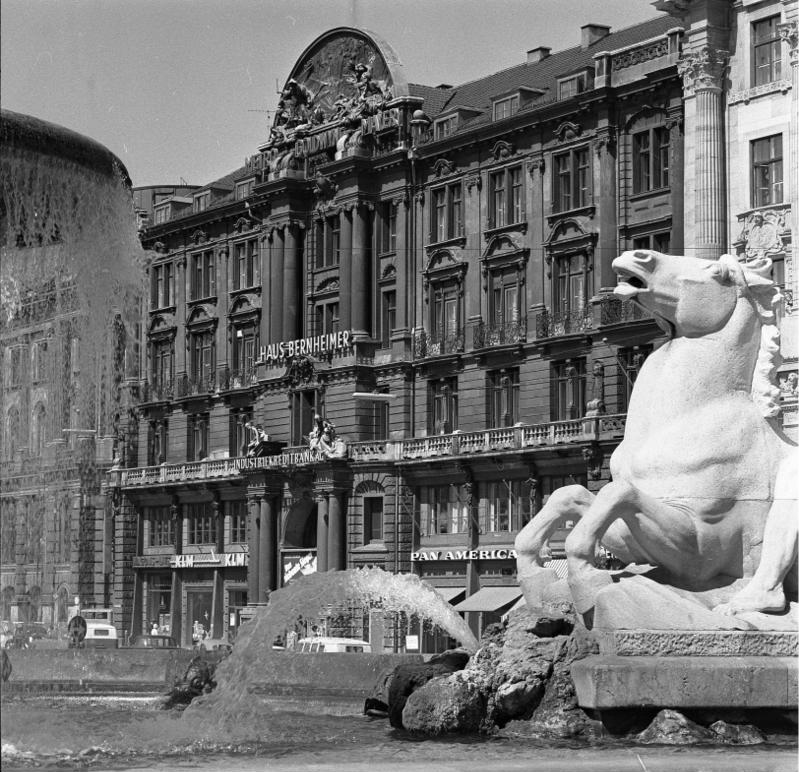
Etat en 1962, avec un toit simplifié

Au cours de la Seconde Guerre mondiale, le bâtiment a été endommagé, notamment le toit où la flèche s’effondrait. Après la guerre, Otto Bernheimer, revenu du Venezuela en 1946, reçut à nouveau la Maison Bernheimer à titre de dommage de guerre. Il a restauré le toit en le construisant sous une forme simplifiée. Au rez-de-chaussée, un cinéma a été construit, qui est devenu plus tard la salle de danse locale. En 1948, Otto Bernheimer débuta dans le commerce de l'art. En 1977, Konrad Bernheimer, petit-fils d'Otto Bernheimer, prit la relève. La société se spécialisait dans les peintures de maîtres anciens du XVIe au XIXe siècle. Elle a ensuite été renommée Bernheimer Fine Old Masters. 
En 1987, Konrad Berheimer a vendu le bâtiment pour payer ses cohéritiers et pouvoir financer sa galerie. L'immeuble a été acheté par le courtier immobilier Jürgen Schneider, qui a chargé l'architecte Alexander von Branca de moderniser et de réaménager l'intérieur, ainsi que de commencer la restauration extrêmement complexe de l'extérieur historiquement protégé. En 1993, lorsque l'empire immobilier de Schneider s'est effondré à la suite d'une fraude massive, Deutsche Bank est devenu le principal créancier du palais Bernheimer et a permis l'achèvement des travaux de rénovation. Le coût de la reconstruction est estimé à plus de 100 millions de DM, dont 32 millions de DM d'impayés de la faillite de Jürgen Schneider par les fabricants. La reconstruction du toit et de la flèche a été identifiée comme la cause principale. Ce n’est qu’en 1999 que Deutsche Bank a pu revendre le bâtiment à Robert Arnold, héritier et ancien associé d’Arnold & Richter Cine Technik.